# Admirał Winogradow
Admirał Winogradow (ros. Адмирал Виноградов) – radziecki, następnie rosyjski niszczyciel rakietowy, dziesiąty okręt projektu 1155 (typu Udałoj, ozn. NATO Udaloy), klasyfikowany oficjalnie jako duży okręt przeciwpodwodny. W czynnej służbie od 1988 roku. Wchodzi w skład Floty Oceanu Spokojnego.

## Budowa i opis techniczny

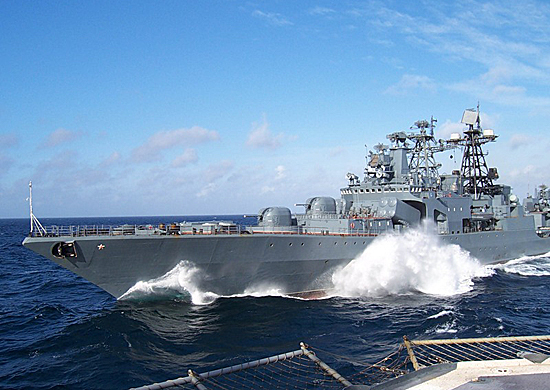
BOD „Admirał Winogradow” Floty Pacyfiku

„Admirał Winogradow” był dziesiątym zbudowanym okrętem projektu 1155 (Friegat), znanego też od pierwszego okrętu, i na zachodzie, jako typ Udałoj (Udaloy). Okręt został wciągnięty na listę floty już 21 lipca 1983 roku, otrzymując nazwę na cześć admirała Nikołaja Winogradowa (1905–1979). Stępkę położono 5 lutego 1986 roku w stoczni Jantar w Królewcu (numer budowy 116), okręt został zwodowany 4 czerwca 1987 roku, zaś do służby wszedł 30 grudnia 1988 roku.
Okręty projektu 1155 były klasyfikowane jako duże okręty przeciwpodwodne (ros. bolszoj protiwołodocznyj korabl, BPK), niemniej na zachodzie powszechnie uznawane są za niszczyciele. Ich zasadniczym przeznaczeniem było zwalczanie okrętów podwodnych, w tym celu ich główne uzbrojenie stanowiło osiem wyrzutni rakietotorped Rastrub-B z ośmioma pociskami i osiem wyrzutni torped kalibru 533 mm przeciw okrętom podwodnym. Ich możliwości w zakresie zwalczania okrętów podwodnych rozszerzały dwa śmigłowce pokładowe Ka-27PŁ. Uzbrojenie przeciwpodwodne uzupełniały dwa dwunastoprowadnicowe miotacze rakietowych bomb głębinowych RBU-6000. Uzbrojenie artyleryjskie stanowiły dwa pojedyncze działa uniwersalne kalibru 100 mm AK-100 na dziobie oraz dwa zestawy artyleryjskie obrony bezpośredniej w postaci dwóch par sześciolufowych naprowadzanych radarowo działek 30 mm AK-630M (łącznie cztery działka). Uzbrojenie rakietowe służyło tylko do bliskiej obrony i składało się z dwóch kompleksów pocisków przeciwlotniczych i przeciwrakietowych bliskiego zasięgu Kinżał, każdy w składzie czterech bębnowych wyrzutni pionowych, po jednym na dziobie i na rufie (64 pociski).
Okręty wyposażone zostały w odpowiednie środki obserwacji technicznej, w tym kompleks hydrolokacyjny Polinom z antenami w gruszce dziobowej, podkilową i holowaną. „Admirał Winogradow” otrzymał pełny zestaw wyposażenia późnych okrętów tego typu, obejmujący między innymi stację radiolokacyjną dozoru ogólnego Friegat-MA (MR-750) na maszcie rufowym i stację do wykrywania celów niskolecących Podkat na maszcie dziobowym oraz wyrzutnie celów pozornych PK-2 i PK-10.
Napęd stanowią dwa zespoły turbin gazowych M9 w systemie COGAG, napędzające po jednej śrubie. Każdy składa się z turbiny marszowej D090 o mocy 9000 KM i turbiny mocy szczytowej DT59 o mocy 22 500; łączna moc napędu wynosi 63 000 KM. Prędkość maksymalna wynosi 29 węzłów, a ekonomiczna 18 węzłów.

## Służba
„Admirał Winogradow” od 1 maja 1989 roku wchodzi w skład Floty Oceanu Spokojnego ZSRR, następnie Rosji. Od 1994 roku w 44. Brygadzie Okrętów Przeciwpodwodnych Czerwonego Sztandaru we Władywostoku.
W dniach 31 lipca – 4 sierpnia 1990 złożył wizytę w San Diego w USA. W dniach 27–30 czerwca 1997 roku odwiedził Tokio.
W 2016 roku znajdował się wciąż w służbie, z numerem burtowym 572. 7 czerwca 2019 roku doszło do incydentu, kiedy śledząc amerykańskie okręty podejmował agresywne manewry grożące kolizją wobec krążownika USS „Chancellorsville” (CG-62) na Morzu Filipińskim.
W 2021 roku okręt został skierowany do remontu, który miał trwać do 2025 roku. Według niepotwierdzonych oficjalnie informacji, 10 marca 2021 roku w czasie wyładunku torped w bazie Fokino doszło na okręcie do wybuchu, który był przyczyną remontu.